# 上藤政樹
上藤 政樹（かみとう まさき）は、成年コミックを中心に活動する日本の男性漫画家。同人サークル「田園調布開発事業団」、「関東うさぎ組」で主に成人向け同人作品を発表。

## 主な活動
- ペンネームは「上藤政樹」の他に「我路夢」、「華図麻沙」がある。
- しばしば「上田正樹」や「上藤正樹」などと誤記されてしまうことが気になっているらしい。
- 白泉社アニマルハウス 第2回新人賞佳作、第4回新人賞佳作、第7回新人賞準入選。
- 「田園調布開発事業団」では主にアニパロ作品を発表した。このころは「華図麻沙」のペンネームを使用している。
- サークル「関東うさぎ組」の同人誌ではサークル名と同じ題名の同人誌の連作を発表している。2009年8月現在、49巻まである。内容はオリジナルでフェアリーセイバーなどの妖怪もの、グランバスなどのロボットものなど多岐に渡る。初期の頃は「我路夢」のペンネームも使用している。
- サークル「関東うさぎ組」では他にもアニパロや特撮を元ネタとした作品を発表している。
- 上記のサークル以外にも、他のサークルにゲスト参加することがある。

- 代表作である『精霊特捜フェアリィセイバー』は18禁漫画としては珍しい、単行本で40巻を超える長編となっている。

## 作品リスト

### 単行本
- あの娘にラブコール フランス書院 1993年3月
- 精霊特捜（フェアリーセイバー）（天女魔闘編）富士美出版 1993年10月
- 高校教師スキャンダル（アンソロジー） ビデオ出版 1993年11月
- 精霊特捜（結集天女戦隊編）富士美出版 1994年3月
- ミルキークイーンズ（アンソロジー） ビデオ出版 1994年3月
- 精霊特捜（影闘編）富士美出版 1994年11月
- 精霊特捜 VS編 富士美出版 1995年4月
- レディハンター YUHKO 情報企画出版部 1994年6月
- 戦え!人妻戦士ケイコさん 司書房 1995年7月
- 妖怪同心舞 情報企画出版部 1995年9月
- 魔法の看護婦 マジカル・ナース 1 海王社 1996年8月
- SUPER・Wife 恵子 シュベール出版 1996年9月
- 精霊特捜 V 富士美出版 1996年10月
- 鋼鉄魔神伝グランバス オークラ出版 1996年11月
- 魔法の看護婦 マジカル・ナース 2 海王社 1996年12月
- 聖サムシング 2 魔法少女アンソロジ ー オークラ出版 1996年12月
- 妖怪同心 舞 シュベール出版 1997年3月
- 瑠璃色戦艦ユリガンガー（アンソロジー）オークラ出版 1997年4月
- Toy's FLOOR シュベール出版 1997年7月
- 魔法の看護婦 マジカル・ナース 3 海王社 1997年7月
- テイゲキF（フラッシュ）（アンソロジー）オークラ出版  1997年7月
- Vハンター 海王社 1997年11月
- 魔法の看護婦 マジカル・ナース 4 海王社 1998年3月
- 鋼鉄魔神グランパスZ メディアックス 1998年3月
- 淫辱の宴（アンソロジー）三和出版  1999年12月
- 宇宙刑事 ルナシア 恥丘注在記 虹の旅出版 2000年1月
- 転身巫女椎菜 海王社 2001年11月
- 関東うさぎ組 上藤政樹作品集 オークラ出版 2001年11月
- 学園特警 ヴェガポリス 汚嬢様学艶 虹の旅出版 2001年5月
- 封獣師アニマスター 虹の旅出版 2002年2月
- 少女探偵麗美 巨星出版 2002年6月
- 美少女怪盗アイナ 淫月恥法 虹の旅出版 2002年6月
- 学園特警 ヴェガポリス 1 海王社 2002年6月
- 精霊特捜フェアリィセイバー 久保書店 2002年6月
- 精霊特捜フェアリィセイバーEX 久保書店 2002年9月
- 美少女怪盗アイナ 2 奇手鬼法 虹の旅出版 2002年12月
- 人妻戦士ケイコさん 久保書店 2003年3月
- 透明女教師ユキノ　淫靡じぶる 虹の旅出版 2003年4月
- フェアリーセイバー VS グランバス 久保書店 2003年6月
- 妹防衛隊 G（ジャイアン）テスター 虹の旅出版 2003年7月
- 精霊特捜フェアリィセイバー淫蟲事件 久保書店 2003年8月
- 開運?招福!きつねっ娘ゆん 虹の旅出版 2003年10月
- アニパロアンソロジー 美少女戦士ウォーズ 久保書店 2003年11月
- 光の事件簿−陵辱島殺人事件 虹の旅出版 2004年3月
- 精霊特捜フェアリィセイバー 白い病棟 久保書店 2004年4月
- 精霊探偵フェアリィセイント 三和出版 2004年4月
- 第2次美少女戦士ウォーズ 久保書店 2004年5月
- スペースコップみき 星感帯捜査記 虹の旅出版 2004年6月
- 魔法の看護婦マジカル・ナース 上 久保書店 2004年8月
- 魔法の看護婦マジカル・ナース 下 久保書店 2004年8月
- 精霊特捜フェアリィセイバー 天狗団の陰謀 久保書店 2004年11月
- 姫忍・舞影　淫法帖恥辱伝 虹の旅出版 2004年11月
- 幼魔特捜クレアセイバー 三和出版 2004年11月
- 魔法の警察マジカル・ポリス 久保書店 2005年3月
- 光の事件簿 2 綾志田温泉殺人事件 虹の旅出版 2005年3月
- まなみ先生の肛外学羞 虹の旅出版 2005年5月
- 精霊特捜フェアリィセイバーW 淫魔狩り 久保書店 2005年6月
- 幼怪斬剣フェアリィソード 三和出版 2005年7月
- 仮面天使ユリオン - 淫造鮮肢 虹の旅出版 2005年9月
- 恥萌学園こずえ先生と珍宝寺くん  虹の旅出版 2005年11月
- 精霊特捜フェアリィセイバーW 淫獄城  久保書店 2005年11月
- 精霊特捜フェアリィセイバーW 聖母淫虐 2006年2月
- 鬼魔神戦美弥の鎮根記 2006年3月
- 精霊特捜フェアリィセイバーW 狗神と陰乳 2006年5月
- 竹の子学園-レオタード妄想団  2006年6月
- 精霊特捜フェアリィセイバーW 死霊姦の罠 久保書店 2006年8月
- 淫蜜荘物語 虹の旅出版 2006年8月
- 精霊特捜フェアリセイバー W -聖なる魔処女- 久保書店 2006年10月
- とな・お姉 虹の旅出版 2007年2月
- 痴神祭り異聞 虹の旅出版 久保書店 2006年11月
- 精霊特捜フェアリィセイバーW恋獄殺人狂 久保書店 2007年2月
- 乳輪華散 虹の旅出版 2007年4月
- 天国学艶エンジェル仮面 久保書店 2007年4月
- 精霊特捜フェアリィセイバーW半神半鬼 久保書店 2007年5月
- セーラー服に痴連ロボ 欲望回路 虹の旅出版 2007年6月
- 精霊特捜フェアリィセイバーW 麗しき鬼姫 久保書店 2007年7月
- 精霊特捜フェアリィセイバーW外伝 媚戯妊具 久保書店 2007年7月
- ナースあさみの淫内姦染 虹の旅出版 2007年10月
- 妖精特捜エルフセイバー関東うさぎ組 久保書店 2007年12月
- 精霊特捜フェアリィセイバーW 堕胎怨霊 久保書店 2008年1月
- 犯（おか）ると研究会 -未恥との遭遇- 虹の旅出版 2008年1月
- 妖しい写生会 -美人教師がモデル？- 虹の旅出版 2008年4月
- 精霊特捜フェアリィセイバーW セーラー服とナース 久保書店 2008年4月
- 少女戦隊ピンクレンジャー 虹の旅出版 2008年6月
- 精霊特捜フェアリィセイバーW 魔女の乳房 久保書店 2008年8月
- 家庭教師ハルカの問題 虹の旅出版 2008年9月
- 精霊特捜フェアリィセイバーW 汚れた裸身 久保書店 2008年11月
- アポなしTV！！アイドル放悶 虹の旅出版 2008年12月
- 精霊特捜フェアリィセイバーW 狼と桃尻娘 久保書店 2009年3月
- 学艶ファイト 女教師レスラー るんな 虹の旅出版 2009年3月
- 魔女っ子・姉妹ウィッチーるる＆るか 久保書店 2009年6月
- 昭和女番伝 乱れ咲き嵐 虹の旅出版 2009年6月
- 精霊特捜フェアリィセイバーW 妖艶天女伝 久保書店 2009年10月
- レイプ・プロファイラー如月弥生 虹の旅出版 2009年10月
- 精霊特捜フェアリィセイバーW 黒姦獣 久保書店 2010年1月
- 魔女な先生 黒猫魅紗 虹の旅出版 2010年2月
- 精霊特捜フェアリィセイバーW ドラゴン淫殺 久保書店 2010年4月
- 弄めてマコちゃん 虹の旅出版 2010年5月
- 精霊特捜フェアリィセイバーW 美剣全裸祭り 久保書店 2010年7月
- 魔幻戦士レイスター 虹の旅出版 2010年9月
- 精霊特捜フェアリィセイバーW 痴女志願 久保書店 2010年11月
- 悪姦島 ブロンド恥獄 虹の旅出版 2010年12月
- 精霊特捜フェアリィセイバーW アンデッド・レイプ 久保書店 2011年2月
- 少女忍者シズカ91 虹の旅出版 2011年3月
- 魔幻戦士レイスターⅡ 姦結編 虹の旅出版 2011年4月
- 精霊特捜フェアリィセイバーW 淫欲の地獄 久保書店 2011年6月
- 宇宙婦警カレン巡査 好全猥褻 虹の旅出版 2011年7月
- 精霊特捜フェアリィセイバーW 屍と幽霊と裸体 久保書店 2011年9月
- 快尻！？ ゼンランナイト 虹の旅出版 2011年10月
- 精霊特捜フェアリィセイバーW 処女狩り 久保書店 2012年1月
- 精霊特捜フェアリィセイバーW 失楽艶 久保書店 2012年4月
- 精霊特捜フェアリィセイバーW 媚獣殺し 久保書店 2012年8月
- 精霊特捜フェアリィセイバーW 女犯村事件 久保書店 2012年1月
- 精霊特捜フェアリィセイバーW 魔羅蜜教の陰謀 久保書店 2013年3月

### 雑誌掲載
- フェアリーダスト VOL.10 創映新社 (メタルグリーン) 我路夢名義
- アニマルハウス 白泉社 1990年3月号（仕掛屋見城）
- アニマルハウス 白泉社 1991年2月号（逃がし屋SHUZI）
- アニマルハウス 白泉社 1991年5月号（閃光ユッコ!!）

### 同人誌（サークル「田園調布開発事業団」）
- プロジェクト B あんど 磁 1988年8月（超音戦士ボーグマン）
- プロジェクト BandM 1988年11月（超音戦士ボーグマン、マシンロボ）
- プロジェクト S and S 1989年3月（聖闘士星矢、鎧伝サムライトルーパー）
- プロジェクト L AND E 1989年8月（獣神ライガー、アイドル伝説えり子）
- プロジェクト SSS 1990年3月（聖闘士星矢、天空戦記シュラト、鎧伝サムライトルーパー、ダーティペア）
- プロジェクト A 1990年3月（孔雀王）
- ファーストレジェンド 1990年8月（オリジナル）
- Phantasmagoria 1990年8月（ロードス島戦記）
- プロジェクト W & L 1990年12月（魔神英雄伝ワタル2、NG騎士ラムネ&40）
- プロジェクトメビウス 1991年12月（サイレントメビウス）
- Project Moblus & Borgman 1992年8月（サイレントメビウス、超音戦士ボーグマン）
- Say・La・PROTO MOON　1992年8月（美少女戦士セーラームーン）

### 同人誌（サークル「関東うさぎ組」連作）
- 関東兎組 旗上げ号 (1) 1988年8月 (妖獣特捜)
- 関東うさぎ組 密売号 (2) 1988年8月
- 関東うさぎ組 3
- 関東うさぎ組 4
- 関東うさぎ組 5 強カツ号（コピー誌、レディーハンター）
- 関東うさぎ組 6 大勝負号 1989年8月
- 関東うさぎ組 7 1989年12月（レディーハンター）
- 関東うさぎ組 8 大抗争号 1990年8月（妖怪パニック）
- 関東うさぎ組 9 警察(さつ)だずらかれ!号 1990年12月（ウルトラユッコ、妖村怪異）
- 関東うさぎ組 10 1991年?月（邪鬼伝）
- 関東うさぎ組 11 1991年8月（妖怪同心舞/ゴーストダウジング）
- 関東うさぎ組 12 1991年12月（フェアリーセイバー）
- 関東うさぎ組 13 大逆襲号 1992年12月（ナチュラルエネミー）
- 関東うさぎ組 14 1993年8月（妖魔特捜 逃がし屋SHUJI 仕掛屋見城）
- 関東うさぎ組 15 1993年12月（レディーハンター）
- 関東うさぎ組 16 1993年12月（スターライトブルー）
- 関東うさぎ組 17 1994年8月（武闘號）
- 関東うさぎ組 18 1994年12月（鋼鉄號 鋼鉄魔神伝グランバス）
- 関東うさぎ組 19 1995年10月（レディーハンター）
- 関東うさぎ組 20 1995年11月（妖怪同心舞）
- 関東うさぎ組 21 1996年8月（鋼鉄魔神伝グランバス）
- 関東うさぎ組 22 1996年12月（妖怪同心舞）
- 関東うさぎ組 23 1997年8月（天下泰平 Vハンター）
- 関東うさぎ組 24 1997年12月（PSIハンター）
- 関東うさぎ組 25 1998年8月（アクアクィーン）
- 関東うさぎ組 26 1998年12月（封獣師アニマスター）
- 関東うさぎ組 27 1999年8月（美少女探偵教師麗美）
- 関東うさぎ組 28 1999年12月（女探偵・教師　麗美 トップキャット）
- 関東うさぎ組 29 2000年8月（Z-TIGER）
- 関東うさぎ組 30 2000年12月（フェアリーソード）
- 関東うさぎ組 31 2001年3月（警視庁妖怪犯罪捜査課 光の事件簿）
- 関東うさぎ組 32 2001年8月（鉄鋼魔人グランバス）
- 関東うさぎ組 33 2001年12月（警視庁妖怪犯罪捜査課 光の事件簿）
- （関東うさぎ組 34 は欠番）
- 関東うさぎ組 参拾五 2002年8月（姫忍 舞影 推参）
- 関東うさぎ組 36 2002年12月（鋼鉄魔人グランバス）
- 関東うさぎ組 37 2003年10月（ルナシア）
- 関東うさぎ組 38 2003年12月（スパロボ系）
- 関東うさぎ組 39 2004年8月（光の事件簿）
- 関東うさぎ組 40 2004年12月（人造美少女キレイダー）
- 関東うさぎ組 40 2004年12月（コピー誌 人造美少女キレイダー)
- 関東うさぎ組 41 2005年8月（ブラックナース）
- 関東うさぎ組 42 2005年12月（妖画劇場）
- 関東うさぎ組 42 2005年12月（コピー誌妖画劇場）
- 関東うさぎ組 43 2006年12月（フェアリィセイバー）
- 関東うさぎ組 44 2007年8月（ウルト（ハート）ランコ）
- 関東うさぎ組 45 2007年12月 宇宙炎神ダイ・オーガ 前編 （宇宙炎神ダイ・オーガ）
- 関東うさぎ組 46 2007年12月 宇宙炎神ダイ・オーガ 後編 （宇宙炎神ダイ・オーガ）
- 関東うさぎ組 47 2008年2月（宇宙炎神ダイ・オーガ）
- 関東うさぎ組 48 2008年4月（宇宙炎神ダイ・オーガ）
- 関東うさぎ組 番外01 2008年12月 (D-COP)
- 関東うさぎ組 49 2009年8月 (とな・お姉)
- 関東うさぎ組 50-0 (魔女っ子戦士 キューティーハート、コピー誌)

### 同人誌（十番街スポーツ年鑑シリーズ）
- 十番街スポーツ年鑑 1993年5月
- 十番街スポーツ年鑑 2 1994年6月
- 十番街スポーツ年鑑 3 1994年12月
- 十番街スポーツ年鑑 4 1995年8月
- 十番街スポーツ年鑑 5 1995年12月
- 十番街スポーツ年鑑 6 1996年6月

### 同人誌（上藤政樹作品）
- 戦えウルトラマンラム ザ・ファイナル（うる星やつら、セーラームーン）1993年12月
- 精霊特捜〜フェアリィセイバー〜 対 戦え 人妻戦士 ケイコさん 1994年8月
- 桃結婚計画（愛天使伝説ウエディングピーチ）1995年7月
- 零號計画（新世紀エヴァンゲリオン）1995年11月
- 弐号計画（新世紀エヴァンゲリオン）1995年12月
- 惨號計画（新世紀エヴァンゲリオン）1996年4月
- 魔法使いsugi（魔法使いTai）1996年4月
- ナシデコ（機動戦艦ナデシコ）1996年11月
- みさお（魔法少女プリティサミー）1996年12月
- ちょお（キューティーハニー）1997年4月
- ヘビのお姫様（ケロケロちゃいむ）1997年8月
- MICOTO（勇者王ガオガイガー）1997年12月
- 大パン食い競争（バトルアスリーテス大運動会）1997年12月
- 激!! せがた三四郎（ときめきメモリアルなど）1998年5月
- キューティーハニー対グレートマジンガー 1998年8月（キューティーハニー、グレートマジンガー）
- アイアンZ キューティーハニー対グレートマジンガー（その2）1998年11月（キューティーハニー グレートマジンガー）
- グレートマジンガー対アイアンZ（グレートマジンガー）1998年12月
- THE COLLECTOR YUI（コレクター・ユイ）1999年5月
- すがやみつる版 仮面ライダーストロンガー外伝 電波人間タックルちゃん スペシャル（仮面ライダーストロンガー）1999年5月
- 月天&ベターマン 総天然色本 （ベターマン、まもって守護月天、NG騎士ラムネ&40）1999年7月
- すごいよ風子さん（セクシーコマンドー外伝 すごいよ!!マサルさん、烈火の炎）1998年8月
- 鬼（ゲッターロボ、地獄先生ぬ〜べ〜）1999年8月
- ザ・コレクターW（コレクター・ユイ）1999年11月
- 鋼鉄人間壱号（鋼鉄天使くるみ）1999年12月
- U-7-X（ウルトラセブン）2000年3月
- 関東うさぎ組 / 悶これ（六門天外モンコレナイト）2000年5月
- U7_12（ウルトラセブン）2000年8月
- 姫忍舞影推参 2000年10月
- 真スーパーロボット大戦（スーパーロボット大戦シリーズ）2000年12月
- 真スーパーロボット大戦 改（スーパーロボット大戦シリーズ）2001年8月
- スーぱあボロットだ〜い戦 コピー誌（永井豪版 コミックスより）2001年8月
- THE コレクター ハイパー（コレクター・ユイ）2001年10月
- けっこう仮面 「真弓けっこう仮面」プロトタイプの巻（けっこう仮面）2001年11月
- けっこうな美少女仮面（けっこう仮面）2002年1月
- さやかの大冒険（マジンガーZ）2002年5月
- U-7-12（U7_12の表紙変更）（ウルトラセブン）2003年1月
- どろろん雪子姫（どろろんえん魔くん）2003年3月
- タックルちゃん スペシャル 2 コピー誌（仮面ライダーストロンガー）2003年8月
- 透明教師ユキノ プロトタイプ センセイダーEX コピー誌 2003年12月
- ケロロ暴走（ケロロ軍曹）2004年4月
- けっこう仮面{勝手に II} 1 えんじぇる仮面 コピー誌（けっこう仮面）2004年4月
- けっこう仮面{勝手に II} 2 えんじぇる仮面 コピー誌（けっこう仮面）2004年6月
- 上藤政樹ワークコレクション コピー誌 2004年6月
- えんじぇる仮面（CG）（けっこう仮面）2004年8月
- 精霊特捜フェアリーセイバー　天狗の陰謀 コピー誌 2004年10月
- 無重力ルナマリア（機動戦士ガンダム SEED DESTINY）2004年12月
- ピンク髪計画（機動戦士ガンダムSEED DESTINY）2005年3月
- スーパーミニスカパイロット計画（機動戦士ガンダム SEED DESTINY）2005年8月
- 上藤政樹2005ワークス上半期 2005年8月
- 仮面天使ユリオン 淫造鮮肢 単行本予告ペーパー 2005年9月
- 妖画劇場 コピー誌 2005年11月
- コンバットフォース コピー誌（ガイキング LEGEND OF DAIKU-MARYU）2006年4月
- けっこう仮面候補生 コピー誌（けっこう仮面） 2006年4月
- 真スーパーロボット大戦　中篇（コピー誌）2006年8月
- ひぐらしの憂鬱 エンジェルモート編（ひぐらしのなく頃に）2006年8月
- 真スーパーロボット大戦 中編 2006年12月
- ネギま本落ちました 2006年12月 コピー誌（魔法先生ネギま!）
- グレ団 2007年6月 コピー誌（天元突破グレンラガン）
- スーパーラミア大戦 2007年8月（スーパーロボット大戦、魔法先生ネギま!、天元突破グレンラガン）
- ひぐらしの鳴く頃に ミニスカナースに黒ニーストは反則です編（最後は「恥さらし編・改悪版」となっている）2007年8月 コピー誌（ひぐらしのなく頃に）
- 上藤政樹 2007下半期単行本CMペーパー本!! コピー誌 2007年10月
- 犯ると研究会 未恥との遭遇 コピー誌 2007年12月
- 上藤政樹ワークス2007-下半期  コピー誌 2007年12月
- 精霊特捜フェアリィセイバー 堕胎怨霊 コピー誌
- 無限の汚乳 2008年8月 (無限のフロンティア スーパーロボット大戦OGサーガ)
- 無限の悶乳 2008年12月 (無限のフロンティア スーパーロボット大戦OGサーガ)
- となりのお姉さんは魔法剣士!?略して「となおね魔」コピー誌 2008年12月
- となおね魔 2 コピー誌 2008年12月
- 真マジンガーZ対ガミアR18 2009年8月 (真マジンガー 衝撃! Z編)
- 精霊剣士セイナ 2009年8月
- 倭守夕子流出写真集 2009年8月 コピー誌
- わんこお姉さん 2009年12月
- 魔幻戦士レイスター 2009年12月 コピー誌
- 魔幻戦士レイスター 第2話 コピー誌
- 黒姦獣-予告編- コピー誌

### 同人誌（セーラームーン only）
- セーラーファイト 1992年9月
- セーラーファイト 2 1992年10月
- セーラーファイト 3 1992年12月
- セーラーファイト 4 1993年2月
- セーラーファイト 5 1993年4月
- セーラーファイト G 1993年8月
- セーラーファイト PX 1993年10月
- セーラーファイト SX 1993年10月
- セーラーファイト FX 1993年10月
- セーラーファイト G 2（グレート）1993年12月
- セーラーファイト DX 1994年5月
- セーラーファイト UX 1995年8月
- 水野亜美日記 2000年11月
- 水野亜美日記 R 2001年6月
- 水野亜美日記 S 2002年6月
- 水野亜美日記 SS 2002年9月
- 水野亜美 ナース日記 2002年12月
- 水野亜美日記 す〜ぱ〜ず 2003年4月
- 水野亜美日記 セーラースターズ 2003年8月
- 水野亜美日記 えくせれんと 2003年12月
- 水野亜美日記 Z 2004年8月
- 水野亜美ダーク日記 2004年10月
- 水星計画 完全版 日付なし

### 同人誌（他のサークル）
- 菘（スズナ）忍法奇伝 掲載誌名、サークル名不明（作者も知らないとのこと）1987年11月
- 裏天幻 海賊版（きゃんきゃん弁天堂）1993年4月
- ムーン・ザ・ワールド VOL.2（コミックキャッスル準備会）1994年3月 セーラームーン
- ムーン・ザ・ワールド VOL.3（コミックキャッスル準備会）1994年5月 セーラームーン
- りぼんDEファイト（ちゃちゃちゃ）1994年8月
- プロジェクト マーキュリー（水野プロMY亜美スタジオ 水星計画）1994年9月
- 真裏天幻 海賊版（きゃんきゃん弁天堂）1996年1月
- First Impact （ぽえむ社）1996年3月
- 天使降臨 -Angel Descend From Heaven-（ぽえむ社）1996年6月
- 天使覚醒 Angel be Aroused to（ぽえむ社）1996年7月
- 天使彷徨 Angel wander about in（ぽえむ社）1996年8月
- カカオ炎（ちゃっちゃっちゃっ）1996年12月 コピー誌
- こりゃけっこう（傑紅）2001年12月